# Ari Santos
Ari Santos (San Paolo, 6 marzo 1982) è un ex giocatore di calcio a 5 brasiliano, campione del mondo con la nazionale brasiliana nel 2008 e nel 2012.

## Carriera

### Club
Ultimo che all'occorrenza può essere schierato come laterale, Ari Santos è 
un difensore grintoso dotato di un buon lancio e un discreto tiro. Dopo l'esordio precoce con la maglia della General Motors, nella stagione 2001 passa all'Ulbra con cui vince i suoi primi trofei: due campionati nazionali e soprattutto una Coppa Intercontinentale. Al termine di due brevi parentesi con Joinville e Celta Vigo, nel 2007 si trasferisce allo Jaraguá con cui vince altri due campionati brasiliani. Nell'estate del 2009 fa ritorno in Spagna, accordandosi con il Barcellona. Qui vive le sue stagioni migliori, facendo incetta di trofei: tre campionati spagnoli, altrettante Coppe di Spagna, quattro Coppe del Re e due Coppe UEFA. Nel 2015 passa alla Dinamo Mosca con cui vince due campionati russi prima di tornare, nella stagione 2017-18, nel campionato spagnolo per indossare la maglia del SC García. Nell'estate del 2018 accetta il doppio ruolo di giocatore e direttore sportivo delle categorie di base del modesto CCR Castelldefels, conducendolo alla promozione in Segunda División. In vista della Champions League 2019-20, nel luglio del 2019 i campioni inglesi dell'Helvecia annunciano il tesseramento del calcettista brasiliano. Dopo appena sei mesi, Ari Santos annuncia tuttavia il proprio ritiro.

### Nazionale
Con la nazionale maschile di calcio a 5 del Brasile ha preso parte a tre edizioni della Coppa del Mondo (2008, 2012 e 2016), due delle quali terminate con l'affermazione del Brasile, nonché alla vittoriosa Copa América 2008.

## Palmarès

### Club

#### Competizioni nazionali
- Campionato brasiliano: 4
Ulbra: 2002, 2003
Jaraguá: 2007, 2008
- Campionato spagnolo: 3
Barcellona: 2010-11, 2011-12, 2012-13
- Coppa di Spagna: 3
Barcellona: 2010-11, 2011-12, 2012-13
- Campionato russo: 2
Dinamo Mosca: 2015-16, 2016-17

#### Competizioni internazionali
- Coppa Intercontinentale: 1
Ulbra: 2001
- Coppa UEFA: 2
Barcellona: 2011-12, 2013-14

### Nazionale
- Coppa America: 1
2008
- Campionato mondiale: 2
2008, 2012